# Florón

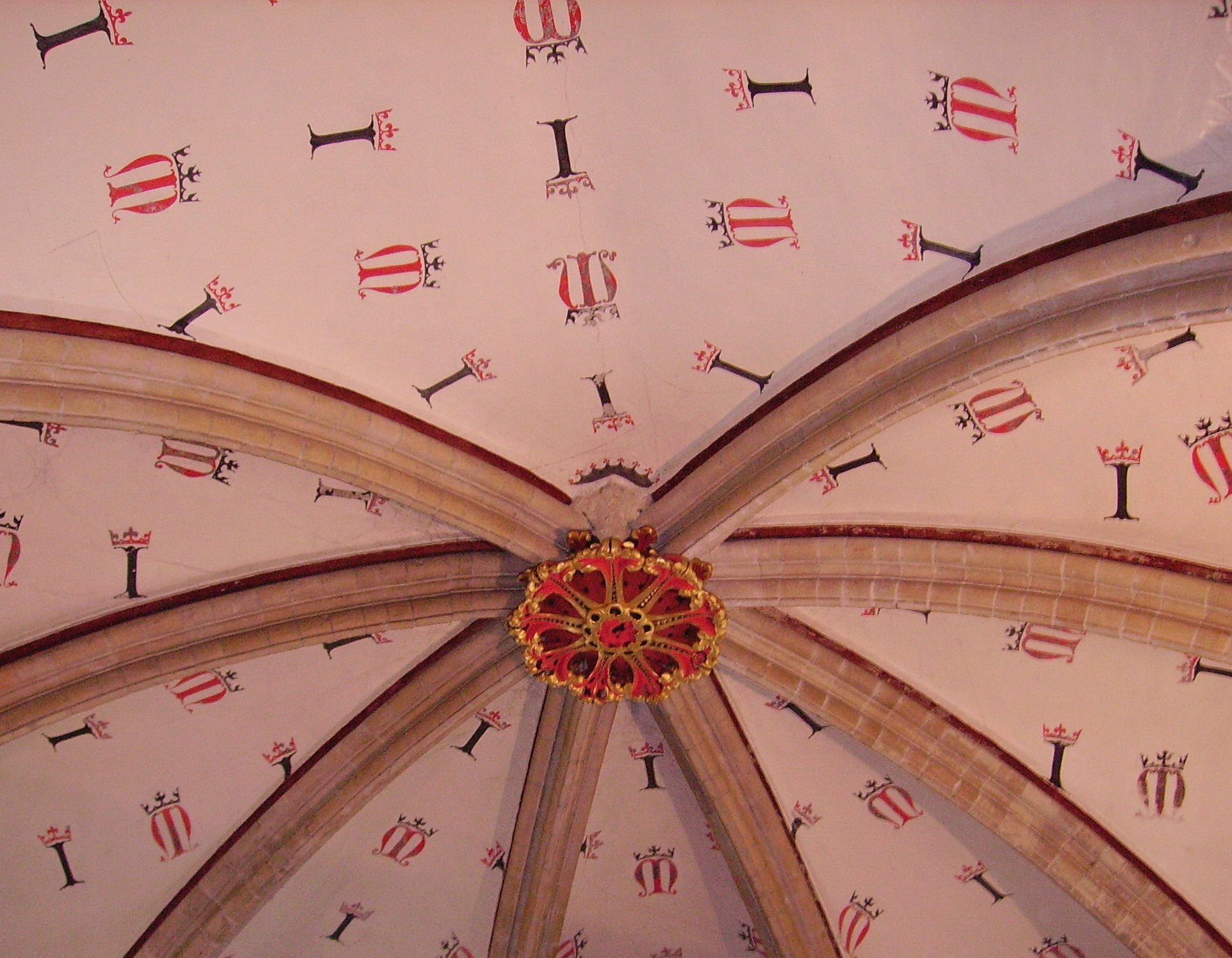
Florón en la Catedral de Canterbury.

Un florón es un adorno hecho a modo de flor muy grande que es utilizado en pintura y arquitectura; o bien un ornato esculpido que representa una hoja o una flor, particularmente en el estilo gótico; es el motivo ornamental que decora los remates de los gabletes, los piñones, los doseletes, etc. 
Los florones aparecieron en el siglo XII. En el siglo XIII ofrecían secciones cuadradas y se dividían en cuatro miembros de follajes con un botón superior. A mediados de este siglo, los florones adquieren más importancia y llevan dos radios de follaje y a fines del mismo son más floridos. 
En el siglo XIV, adquieren mayor atrevimiento. En el siglo XV suelen estar despojados de follajes. Por último en el siglo XVI aparecen reemplazados por tallos prismáticos que nacen entre las torrecillas y se elevan sobre los aleros.